# Slovinsko na Zimních olympijských hrách 2014
Slovinsko na Zimních olympijských hrách 2014 reprezentuje 66 sportovců, kteří se účastní her ve dnech 7.–23. února 2014. Poprvé v samostatné historii země se Slovinsko na olympijských hrách představilo v ledním hokeji. 12. února vyhrála Tina Mazeová sjezd žen a získala pro Slovinsko první zlatou medaili na zimních olympijských hrách v historii.

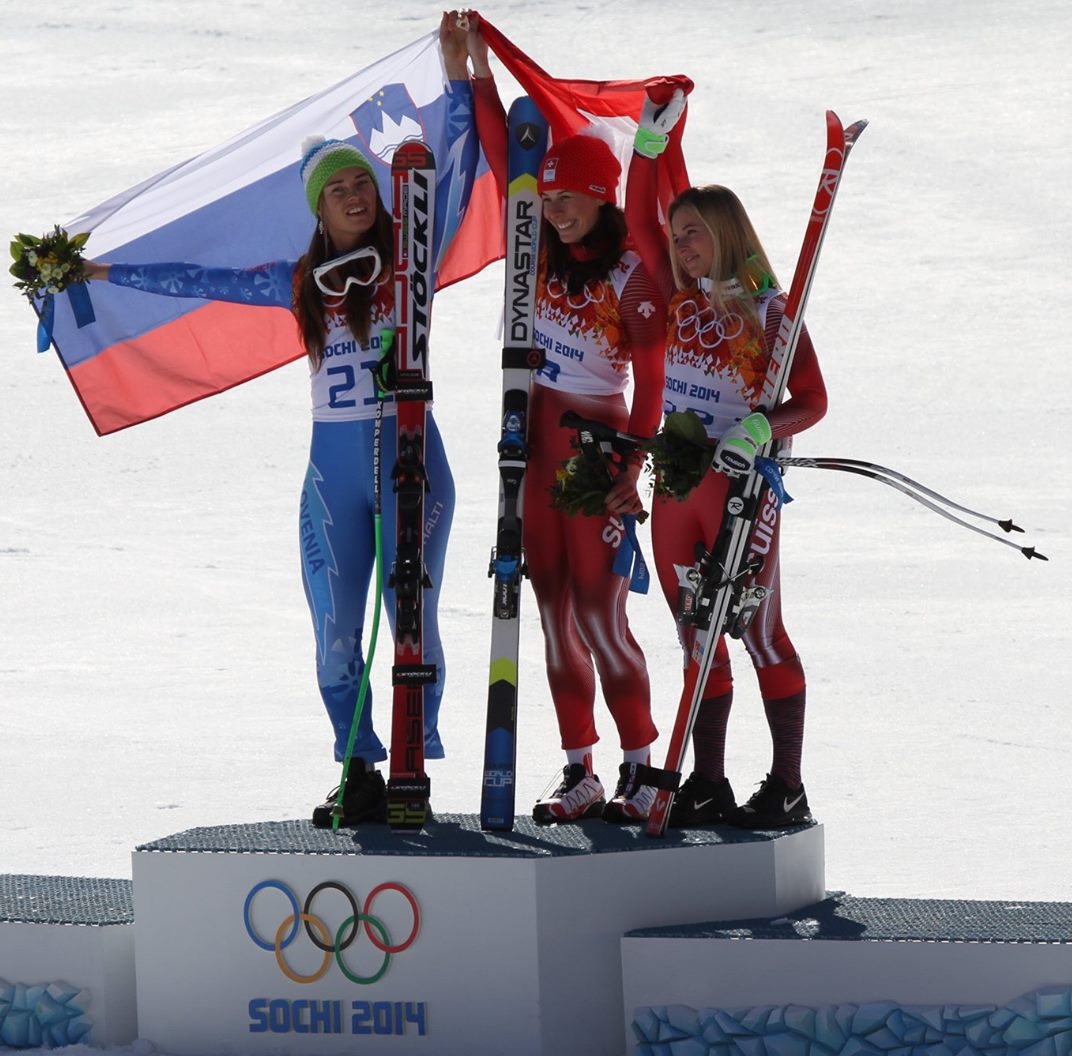
Tina Mazeová (vlevo) na stupních vítězů, první zlatá olympijská medaile pro Slovinsko na zimních hrách v historii

## Medailisté
| Medaile | Jméno            | Sport           | Disciplína                 | Datum     |
| ------- | ---------------- | --------------- | -------------------------- | --------- |
| Zlato   | Tina Mazeová     | Alpské lyžování | Ženy sjezd                 | 12. února |
| Zlato   | Tina Mazeová     | Alpské lyžování | Ženy obří slalom           | 18. února |
| Stříbro | Peter Prevc      | Skoky na lyžích | Muži střední můstek        | 9. února  |
| Stříbro | Žan Košir        | Snowboarding    | Muži paralelní slalom      | 22. února |
| Bronz   | Vesna Fabjanová  | Běh na lyžích   | Ženy sprint                | 11. února |
| Bronz   | Teja Gregorinová | Biatlon         | Ženy – stíhací závod       | 11. února |
| Bronz   | Peter Prevc      | Skoky na lyžích | Muži velký můstek          | 15. února |
| Bronz   | Žan Košir        | Snowboarding    | Muži paralelní obří slalom | 19. února |